# Meesia novae-zealandia
Meesia novae-zealandia är en bladmossart som beskrevs av Hugh Neville Dixon och George Osborne King Sainsbury 1945. Meesia novae-zealandia ingår i släktet svanmossor, och familjen Meesiaceae. Inga underarter finns listade i Catalogue of Life.